# Qalʿat Dschaʿbar
Qalʿat Dschaʿbar (arabisch قلعة جعبر, DMG Qalʿat Ǧaʿbar, türkisch Caber Kalesi) ist eine Burg am linken Ufer des Assad-Stausees in der syrischen Provinz ar-Raqqa. Der Standort der Burg war ein erhöhter Platz mit gutem Überblick über das Euphrattal und ist jetzt, nach der Stauung durch die Tabqa-Talsperre, eine Insel, die nur über eine künstliche Verbindung erreichbar ist. Obwohl der Platz womöglich schon im 7. Jahrhundert befestigt war, wurde die jetzige Form unter dem Zengidenherrscher Nur ad-Din ab 1168 errichtet. Seit 1965 wurden einige Ausgrabungen und Restaurierungsarbeiten an Mauern und Türmen durchgeführt. Das Gebiet, das angeblich das Grab des Suleiman Schah, des Großvaters des ersten Osmanenherrschers Osman I. beherbergte, wurde durch den Vertrag von Ankara von 1921 zum türkischen Territorium erklärt, und türkischen Soldaten wurde die Bewachung des Monuments gestattet.

## Geschichte

### Vor dem Islam
Es ist nicht genau bekannt, wann der Hügel zum ersten Mal befestigt wurde. In vorislamischer Zeit war der Platz als Dausar bekannt und lag auf einer Route von ar-Raqqa nach Westen. Der Ort stand damals unter der Kontrolle der Ghassaniden, deren Führer an-Nuʿmān ibn al-Mundhir die Burg nach seinem Sklaven Dūsar benannt hatte.

### 11. Jahrhundert und später
Später herrschten die Numairiden über die Burg und bauten sie aus. Ob der Namenspate Dschaʿbar Sābiq al-Qušairī oder Dschaʿbar ibn Mālik hieß, ist nicht sicher. Die Banū Numair verloren die Burg an die Seldschuken. Deren Herrscher Malik Schah I. übergab sie 1086 an den letzten Uqailiden von Aleppo, der auf der Flucht war. Die Uqailiden besaßen die Burg fast durchgängig – außer während einer Belagerung 1102 durch die Kreuzfahrer – bis ins späte 12. Jahrhundert. 1146 belagerte Zengi die Festung, wurde dabei aber am 14. September von einem seiner eigenen Sklaven ermordet. 1168 nahm Zengis Sohn Nur ad-Din die Qalʿat Dschaʿbar in Besitz und ließ größere Arbeiten an ihr durchführen. Nach den Zengiden kam die Burg in den Besitz der Ayyubiden und dann in den der Mamluken von Ägypten. Während der mongolischen Invasion Syriens wurde die Burg schwer beschädigt. Im 14. Jahrhundert wurden Restaurierungsarbeiten durchgeführt. Seit dem 16. Jahrhundert war die Burg Teil des Osmanischen Reiches.

### Grabstätte von Suleiman Schah

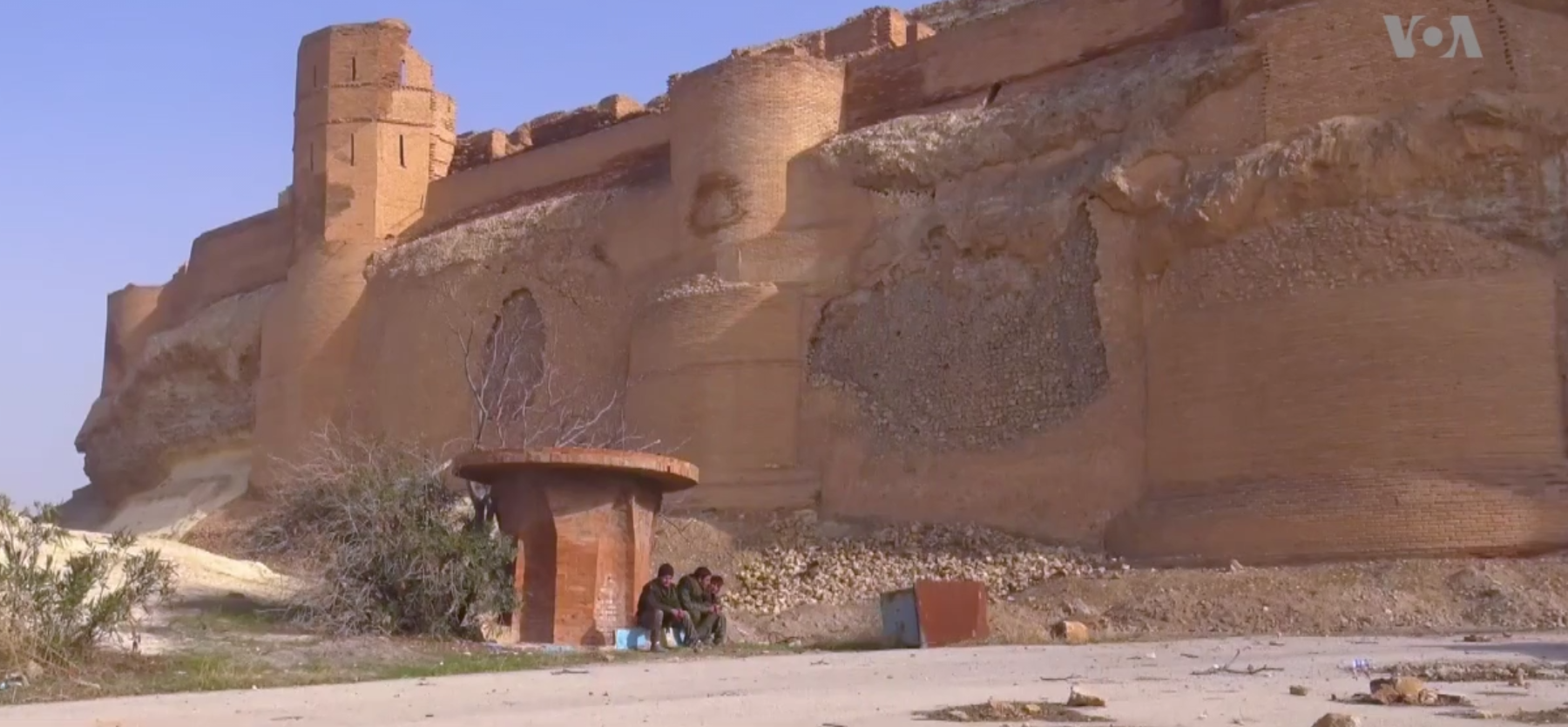
SDF-Kämpfer nach der Eroberung im Januar 2017 vor der Burg.

Nach dem osmanischen Historiker Aschikpaschazade soll Suleiman Schah, der Großvater des ersten Osmanenherrschers Osman I., 1086 in der Nähe der Burg im Wasser des Euphrats ertrunken und dann bei der Burg begraben worden sein. Doch anscheinend wurde der Osmanenahn hier mit Sulaiman ibn Qutalmisch, dem Gründer des Sultanats der Rum-Seldschuken, verwechselt. Dieser verlor 1086 eine Schlacht gegen seine ehemaligen Oberherren und ertrank auf der Flucht im Fluss. Auch ist nicht klar, wer in der Grabanlage Mezār-i Türk begraben liegt, die unter Sultan Abdülhamid II. wieder aufgebaut wurde. Nach dem Ende des osmanischen Reiches im Zuge des Ersten Weltkriegs wurde Syrien französisches Mandatsgebiet. Nach dem Vertrag von Ankara von 1921 wurde mit Artikel 9 das Gebiet um das Grab zum türkischen Eigentum erklärt und türkischen Soldaten die Bewachung des Monuments gestattet. 1973 wurde das Grab, bedingt durch das steigende Wasser des Stausees, mehrere Kilometer flussaufwärts in die Nähe des Dorfes Qara Qusaq im Norden verlegt; der Status als Exklave wurde ebenfalls dorthin übertragen. Als dann 1991 mit dem Bau der Tischrin-Sperre weiter nördlich der Tabqa-Talsperre begonnen wurde, war die Grabstätte erneut in Gefahr. Anfangs wurde über eine Verlegung in die Türkei nachgedacht, dann entschied man sich aber, das Grab an seinem Platz zu belassen, und renovierte es. Die elf Soldaten, die es bewachten, stammten aus einer Einheit aus Şanlıurfa und wechselten sich jede Woche ab. Während des Syrischen Bürgerkriegs gab es Drohungen seitens der Organisation Islamischer Staat, die Exklave einzunehmen, die vom türkischen Außenminister Ahmet Davutoğlu mit Androhungen eines militärischen Eingreifens erwidert wurden. Im Herbst 2014 war das Mausoleum im Verlauf der Schlacht um Kobanê von der Zerstörung bedroht. Im Februar 2015 räumte die türkische Armee die Anlage und barg transportable Anteile, um direkt an der türkischen Grenze ein neues Mausoleum zu errichten.
Kämpfer des Islamischen Staats besetzten die Anlage zunächst, wurden aber Anfang Januar 2017 von SDF-Einheiten vertrieben.

## Architektur
Die Burg misst 370 × 170 Meter, steht auf einem Felsen und ist von einer Steinmauer mit 35 Bastionen umgeben. Die Gestalt der Burg erinnert an die der Zitadelle von Aleppo. Der obere Teil der Festung besteht aus gebrannten Ziegeln, der Eingang zum inneren Teil aus einem Torhaus und einer gewundenen Rampe.
Von den Gebäuden im Burghof blieben bis zum 20. Jahrhundert nur Mauerreste einer Halle und der untere Teil eines unter Nur ad-Din 1173 errichteten Minaretts erhalten. Das zylindrische Ziegelminarett steht in einer Beziehung zu zwei ähnlichen, freistehenden Minaretten aus dem 12. Jahrhundert in Syrien: zum Minarett der Großen Moschee in ar-Raqqa und zum Minarett beim Dorf Abu Huraira (früher Siffin) auf der rechten (südlichen) Seite des Euphrat, etwa gegenüber von Qalʿat Dschaʿbar, sowie zum oktogonalen Ziegelminarett von Balis (im Gebiet von Emar), das im Namen von al-Adil I. 1210/11 erbaut wurde. In Syrien gibt es im Unterschied zu Mesopotamien reichlich Natursteinvorkommen. Die Verwendung von Ziegeln in der islamischen Architektur hat im Gebiet der syrischen Wüste zwar eine gewisse Tradition, die bis zum umayyadischen Wüstenschloss Qasr Tuba (Mitte 8. Jahrhundert) zurückreicht, stellt aber insgesamt ein fremdes Element dar, das auf iranischen und irakischen Einfluss zurückgeht. Die in der Region um ar-Raqqa ab Anfang des 12. Jahrhunderts entstandenen zylindrischen oder oktogonalen Ziegelminarette sind ein Bruch mit der syrischen Tradition, für die ein quadratisches Minarett aus Haustein auf einem hohen Sockel charakteristisch war. Das heute sichtbare Ziegelwerk ist das Ergebnis von extensiven Restaurierungsarbeiten des syrischen Generaldirektorats für Antiquitäten und Museen (DGAM).
Der osmanische Reisende Evliya Çelebi beschrieb die Burg 1648 in seinem Reisebuch als:

„… himmelhoch aufragende, auf einem roten, furchterregenden Felsen, aus Stein erbaute hohe Festung ohne Graben … im Inneren der Festung 40 lehmverputzte Mannschaftsunterkünfte, Getreidespeicher, eine kleine Moschee und in den Felsen eingelassene, mit Treppen versehene Wege zum Wasserholen, die zum Euphrat hinunter führen.“

## Restaurierung und Ausgrabungen
Als man 1968 mit dem Bau der Tabqa-Talsperre begann, wurden im Überflutungsgebiet – also auch an der Dschaʿbar-Burg – mehrere Rettungsgrabungen und Restaurierungsarbeiten durchgeführt. Da die Burg ziemlich hoch lag und deshalb vom Wasser nicht überflutet, sondern nur umschlossen werden würde, stattete man sie zwischen 1965 und 1974 mit einem Schutzdamm sowie einem erhöhten Fußweg aus. Diese Arbeiten wurden vom DGAM und der UNESCO durchgeführt und kosteten 4 Millionen syrische Lira. Die Arbeiten fokussierten sich auf die östliche Mauer und die Türme. Zusätzlich wurden Teile des westlichen Walls restauriert. Um die Restaurierungsarbeiten zu beschleunigen, wurde in der Nähe der Burg eine kleine Ziegelbrennerei eingerichtet. Das „Donjon Alia“ wurde ebenfalls instand gesetzt, um Funde aus den Grabungen dort auszustellen. Hierzu kam es allerdings nicht; die Funde werden stattdessen im Nationalmuseum Aleppo und dem Museum in ar-Raqqa gezeigt.